# Cedre SARL
Cedre SARL (до 1979 року зареєстрована як Société Seve-Cedre) — французький виробник легкових автомобілів, що працюють від електрики та живляться від акумуляторів. Бізнес був заснований у 1975 році, через рік після презентації Франсуа Гербе свого першого прототипу в невеликому містечку під назвою Монтеск'є-Вольвестр, приблизно за п'ятнадцять кілометрів на південь від Тулузи. Cedre — це абревіатура від Centre d’Études pour la Développement et la Réussite des Entreprises. Підприємство Cedre, засноване в 1975 році, не було звичайним комерційним підприємством, а «некомерційним» екологічно орієнтованим підприємством, його некомерційний статус визначено відповідно до умов статуту, який датується 1901 роком.

## Заснування
До 1974 року Франсуа Гербе кілька років боровся за те, щоб довести, що міський електромобіль — це щось більше, ніж нездійсненна мрія. Він вважав, що використовуючи технологію свинцево-кислотних акумуляторів (на той час це була єдина доступна опція, враховуючи кількість заряду, необхідну для руху транспортного засобу), було б неможливо як досягти продуктивності «нормального» бензинового автомобіля, так і досягти розумного діапазону між підзарядками. зупиняється. Але обмеживши максимальну швидкість до 50 км/год (31 миль/год) і використовуючи дуже легкий трицикл із 200 кг акумуляторів, можна буде проїхати 100 км (61 милю) з вантажем 120 кг (наприклад, 70 кг людина з 50 кг багажу). По суті, ця комбінація була планом для Midinette, який Guerbet вперше представив 25 квітня 1975 року на щорічному Паризькому ярмарку винаходів.

## Питання фінансування
На жаль, у 1975 році Гербе не мав коштів, щоб запустити у виробництво свій електромобіль. Однак він був забезпечений наполегливістю, і він шукав різні можливості для реклами, виступаючи на таких заходах, як Міжнародний симпозіум електромобілів у Дюссельдорфі у вересні 1976 року, а згодом на подібному заході, організованому містом Брюссель. Він також не соромився рекламувати Cedre у своїй власній столиці, і існують фотографії Midinette, які їдуть Єлисейськими полями, затьмареними, на одному з них, Fiat 500 і Mini, обидва з яких виглядають досить великими, коли їдуть поруч із маленьким. електричний одномісний. Однак у 1977 році все ще не було фінансування для запуску Midinette у виробництво.
Наполегливість Гербе нарешті принесла свої плоди, і протягом вересня 1978 року перші клієнти серійної версії Midinette отримали автомобіль, який на той час оцінювався виробником у 14 110 франків. Наступного року маленький електромобіль знову став зіркою на Concours Lépine (щорічному Паризькому ярмарку винаходів) протягом перших двох тижнів травня 1978 року.